# 戰艦

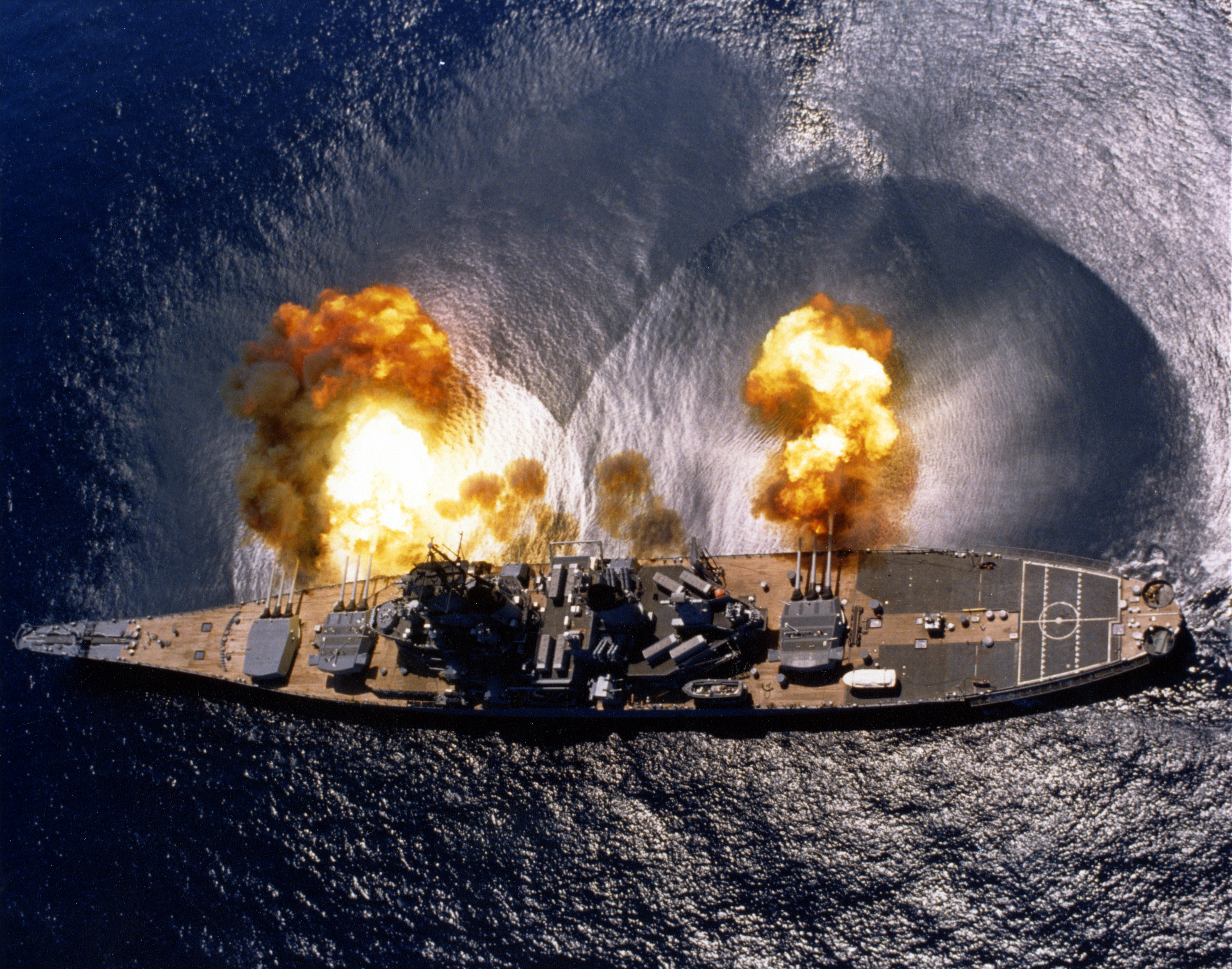
正在右舷齊射的美國海軍艾奧瓦號戰艦(BB-61)。它是世界上最晚服役／除役的幾艘戰艦之一

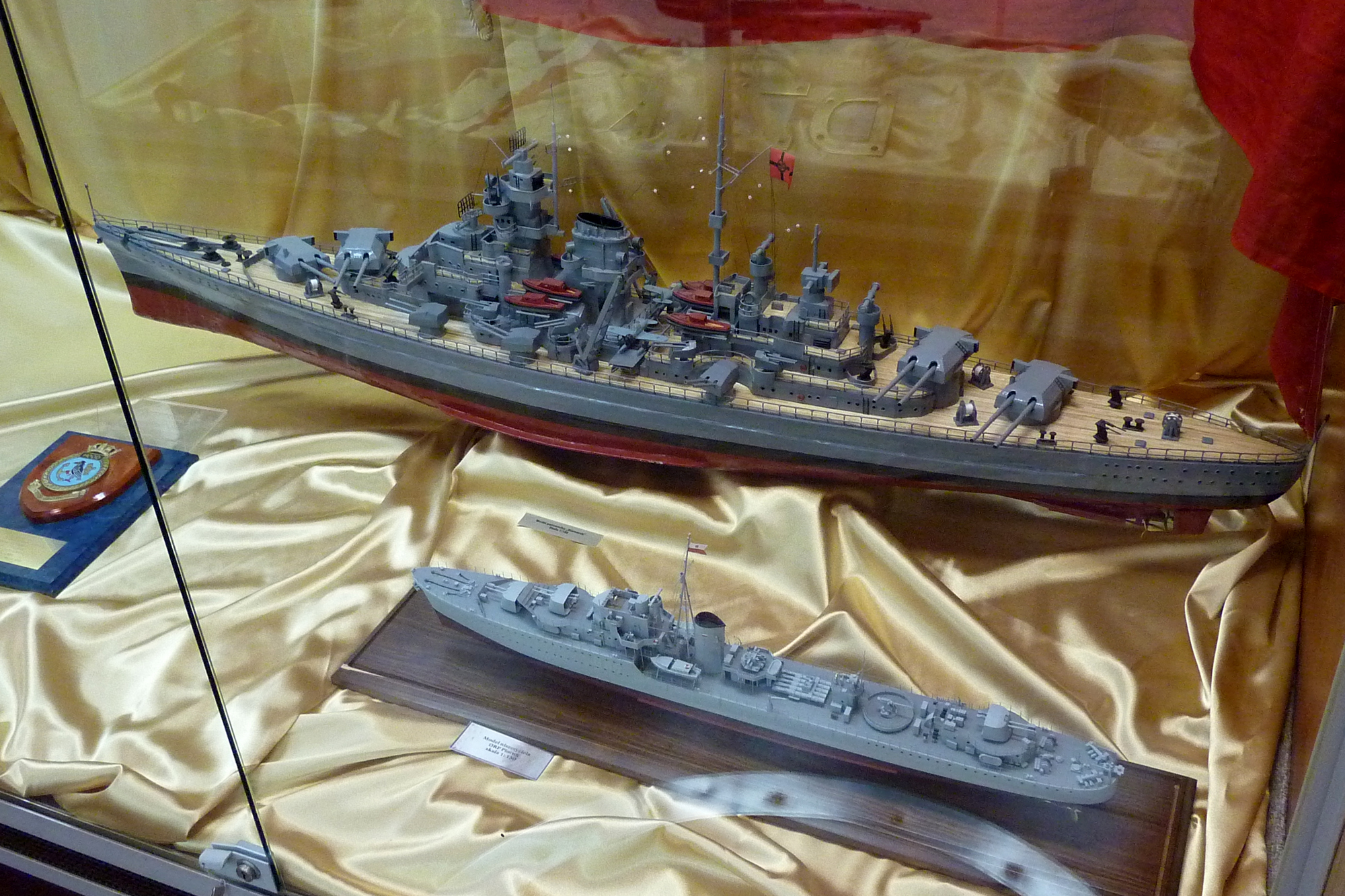
俾斯麥戰艦和二戰時期英國驅逐艦的模型尺寸對比，可以看出戰艦體型之大，是當時驅逐艦尺寸的數倍

也称战斗舰或战舰，是裝有厚重裝甲和大口徑主炮的大型海军水面舰艇，通常是舰队火力最强的主力艦（capital ship）或旗艦（flag ship）。战列舰是除了超级航母之外人類創造过的最龐大和最複雜的武器系統，是大艦巨砲主義時代的極致產物，从19世紀末到第二次世界大戰期间都是海战的正面主力军舰，也是当时各个國家海权力量的標誌。然而隨著海军航空兵的全面崛起和精确制导武器的出现，以及潛艦技術的日漸成熟，战列舰的重甲重炮在偏重制空权和超视距作战能力的时代已不再具有优势，其主力舰地位被航空母舰、导弹巡洋舰和导弹驱逐舰完全取代，在20世纪末已經全部退役。
「战列舰」此一稱呼源自帆船时代的风帆战列舰（全稱ship of the line of battle，簡稱ship of the line或line-of-battle ship），因为当时有引擎动力和旋转炮塔的舰船尚未出现，17世紀中葉至19世紀中葉期间的海战主要是舰队排成戰列線進行側舷齐射轰击同样摆出战列线的对方舰阵的炮戰。隨著蒸汽機、爆破彈和鋼鐵裝甲的發展，19世紀後期出現了稱為鐵甲艦（Ironclads）的蒸汽裝甲艦，即是後來铁甲战列舰和装甲巡洋舰的前身。1906年英国皇家海军服役的無畏號（HMS Dreadnought）標誌著戰艦“全裝重型火炮”的革命，後來所有按這個概念設計的戰艦均稱為無畏艦；與之相對，之前的戰艦稱為前無畏艦。不久后出現了比無畏號更強大的戰艦，稱為超無畏艦。
在20世纪上半叶，列強為了佔據海權優勢爭相建造更大的战列舰，造成長期的全球性軍備競賽。第一次世界大戰中爆發著名的日德蘭海戰戰艦對決。戰後，各海軍大國通過限制海軍軍備條約對締約國战列舰的數量和性能作出限制，條約生效期間稱為“海軍假日”。條約失效後，出現了最後一波建造戰艦的熱潮，造就了大和级战列舰这种排水量超過60000噸的超級戰艦。即使如此，战列舰的價值一直受到質疑，因为更小、更廉價的潛艦、魚雷艇和俯冲轰炸机都能對戰艦造成嚴重傷害。第二次世界大戰期間的作戰經驗，特别是威尔士亲王号在马来亚海战中被空袭击沉、以及武藏号和大和号先后在莱特湾海战和坊之岬海战中被空投鱼雷击沉，使得搭载舰载机的航空母艦彻底取代战列舰成為海戰的主導力量。
二战结束後，尚存的战列舰紛紛退役，原有的建造計畫都被取消，只有美國海軍曾在幾次戰爭中重新將數艘舊戰艦當作提供近岸火力支援的海上砲台投入使用。最後的两艘战列舰——衣阿华级的威斯康星號（BB-64）和密蘇里號（BB-63）在1990年參與海湾战争，是战列舰最后参与的大型战役，战争结束后两舰先后于1991年和1995年除役。現在只有美國和日本保留數艘退役战列舰做為浮動博物館使用。

## 风帆战列舰
风帆战列舰是一种大型的木质帆船，其主要武器，即射程和精度都有限的火炮，主要安装于低层甲板，与龙骨成直角，通过舷侧炮眼向外开火。风向对它的战斗性能有很大的影响，在战斗中，军舰之间的通信也由于噪音和烟雾的影响而相当困难。这些条件和战争实践在17世纪中叶产生的结论是在战斗中，军舰必须始终排成纵列，在通过敌舰附近时侧舷齐射。强大到足以列于这条战列线中的军舰就称为战列舰，风帆战列舰有两层或三层火炮甲板，装有50门以上门甚至上百门各种口径的火炮。最常见的是装有74门火炮的船型。典型的74门炮风帆战列舰排水量达1630吨，长52米，宽14米，吃水7米，有700名船员。19世纪上半叶，蒸汽机和螺旋桨也被应用于风帆战列舰，1850年下水的法国海军拿破仑号（Le Napoléon）是世界上第一艘使用蒸汽动力的战列舰，同时也保留了风帆。1860年代开始，风帆战列舰被铁甲舰所代替。
风帆战列舰是风帆时代海军的主力舰，1800年，各海军大国风帆战列舰总吨位为英国33.0万吨，西班牙17.6万吨，法国13.6万吨，沙俄14.5万吨。特拉法尔加海战中英国皇家海军指挥官纳尔逊的旗舰胜利号（HMS Victory）是唯一保存至今的风帆战列舰。

## 从铁甲舰到前无畏舰

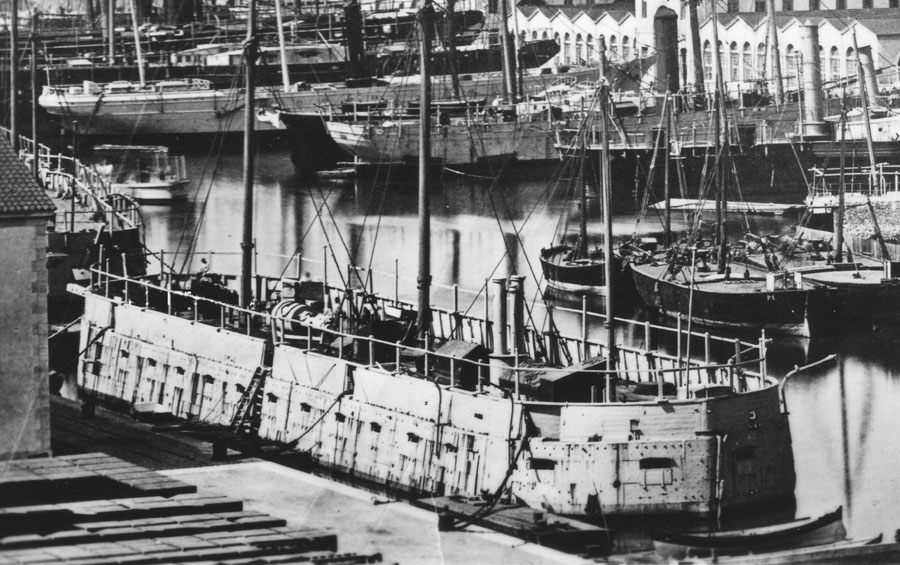
1854年的法国熔岩号（Lave），炮击金布恩的铁甲舰之一

铁甲舰逐渐取代风帆战舰，是基於19世纪中叶后科学技术和造船工业的快速发展。比起风帆战列舰，铁甲舰拥有三个主要特征：包覆装甲的舰壳，蒸汽动力系统和发射爆破弹的火炮。海战中出现的第一批铁甲舰是1853年至1856年克里米亚战争中法国炮击金布恩（Kinburn）时使用的浅水炮舰（Floating Batters）。

### 爆破弹
爆破弹对于木质船体是巨大的威胁。1841年，这种武器在传入法国和美国后立刻成为战列舰的标准装备。在克里米亚战争中，6艘俄罗斯帝国风帆战列舰和两艘三桅炮舰（Frigate）用爆破弹摧毁了奥斯曼土耳其的7艘三桅战舰和3艘平甲板炮舰（Corvette），炮击金布恩时法军也使用了类似的武器。
相比于爆破弹，实心弹更不容易将木质军舰击沉。在1866年利萨海战（Battle of Lissa）中，奥地利帝国的皇帝号（Kaiser）无装甲风帆战列舰穿过混乱的战场，冲撞一艘意大利铁甲舰。在此过程中，皇帝号被意大利铁甲舰击中80次，其中大多是实心弹，但有至少一发是300磅炮弹。尽管失去了前桅和船首斜桅并起火，这艘战舰还是很快做好了再次参战的准备。

### 装甲、蒸汽机与炮塔
爆破弹在克里米亚战争中显示了威力之后，装甲成了军舰的必须装备，1859年，法国建成了第一艘大型铁甲舰光荣号（Gloire），排水量達5,630吨，航速13节，船体包覆有110到119毫米厚的装甲。1861年，英国也建成了第一艘铁甲舰勇士号（HMS Warrior），排水量達9,358吨。木质舰壳外包覆有102毫米厚的装甲，最大航速达到14.5节。这两艘铁甲舰的火炮与风帆战列舰一样向侧舷发射。
1862年3月9日，汉普敦海战發生於美国南北战争期間，是第一次近代意义的海上炮战。雙方為率先采用密闭回旋炮塔的北方聯邦莫尼特号（USS Monitor），与南方邦联的弗吉尼亚号（CSS Virginia）。
1870年，单胀式发动机在军舰上应用。1873年服役的英国蹂躏号（HMS Devastation）乃史上第一艘不使用风帆，完全蒸汽动力的主力军舰，排水量达9180吨。1885年，三胀式发动机在军舰上应用。1860年代到1890年代，英国皇家海军一直使用火管锅炉产生蒸汽（将热管道穿过密闭水容器），1890年后开始使用蒸汽压强更高的水管锅炉（加热装水管道），燃料是煤。
1870年代，蒸汽装甲战舰已有相當發展。除了提供推进动力，蒸汽机還能操纵方向舵、锚泊、转动装甲、装填弹药、抽水和升降舰载小艇等。大型蒸汽装甲战舰的排水量有8,000-9,000吨，蒸汽机功率有6,000-8,000马力。装甲炮塔能360度旋转，裝在主甲板中央轴线上或舰体两侧，並普遍采用螺旋膛线，增強攻击威力。
清朝北洋水师的定遠号、鎮遠号即是此類。

### 前无畏舰

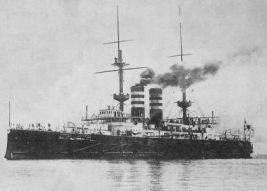
日本前无畏舰三笠號

1892年，英國建成世界首艘全金屬戰艦君權號（HMS Royal Sovereign）。其將主砲塔設置於中軸線上的設計令君權號成為世界上首艘前無畏艦，成為隨後各國彷照的樣板。此後戰艦的設計建造進入前無畏時代，即以全金屬建造艦體，口徑可達305毫米(12英吋)的主砲設置於中軸線，200-300毫米的防護裝甲和12,000噸的滿載排水量，航速可達16-18節。戰艦的主砲口徑、裝甲厚度、航速和排水量成為各國公認的四大要素指標。
此時期的戰艦大多裝設兩種倍徑的主砲，動力多為燃煤往複式蒸汽機。直至1906年英國無畏號戰艦出現前，世界各國的海軍紛紛建造或進口大批前無畏艦，前無畏艦也成為此時期各國海軍的主力艦船。

## 无畏舰
1906年，英國建成一艘全新的戰艦无畏号（HMS Dreadnought），但類似概念在之前已見雛型。
无畏號采用同一口徑的大型火炮，和高功率的蒸汽轮机，排水量18,110吨，最高航速21节。各国海军为了对抗也开始下水无畏舰。如，德国的拿骚级、美国的南卡罗来纳级。英国和德国並展开大规模的海军军备竞赛。1914年一战爆发前，此類戰艦在英国已有73艘，德国52艘。包括裝甲稍弱，但航速较快，航程較远的戰鬥巡洋艦。它們被统稱为“无畏舰”。其基本特征为：主炮统一口径（通常11-13.5英寸），主炮塔設在舰艏和舰艉，并於舰舯交错布置。动力為蒸汽轮机，排水量常超過20,000吨，速度超过18节。

## 第一次世界大战
一战中的1916年，英德兩國發生日德兰海战，乃史上规模最大的海战之一。主要海權国家採取其中教训，改进无畏舰的设计。自此又稱“后日德兰型战列舰”（Post-Jutland Battleship）。其主要改进包括：增大主炮口径；加厚炮塔、火药库等重點部位的防护装甲，同時減少次要部位的装甲来让出吨位；艦内划分多层隔舱，以加強对鱼雷防护；加强水平防护；增大蒸汽轮机功率等。

## 条约时代

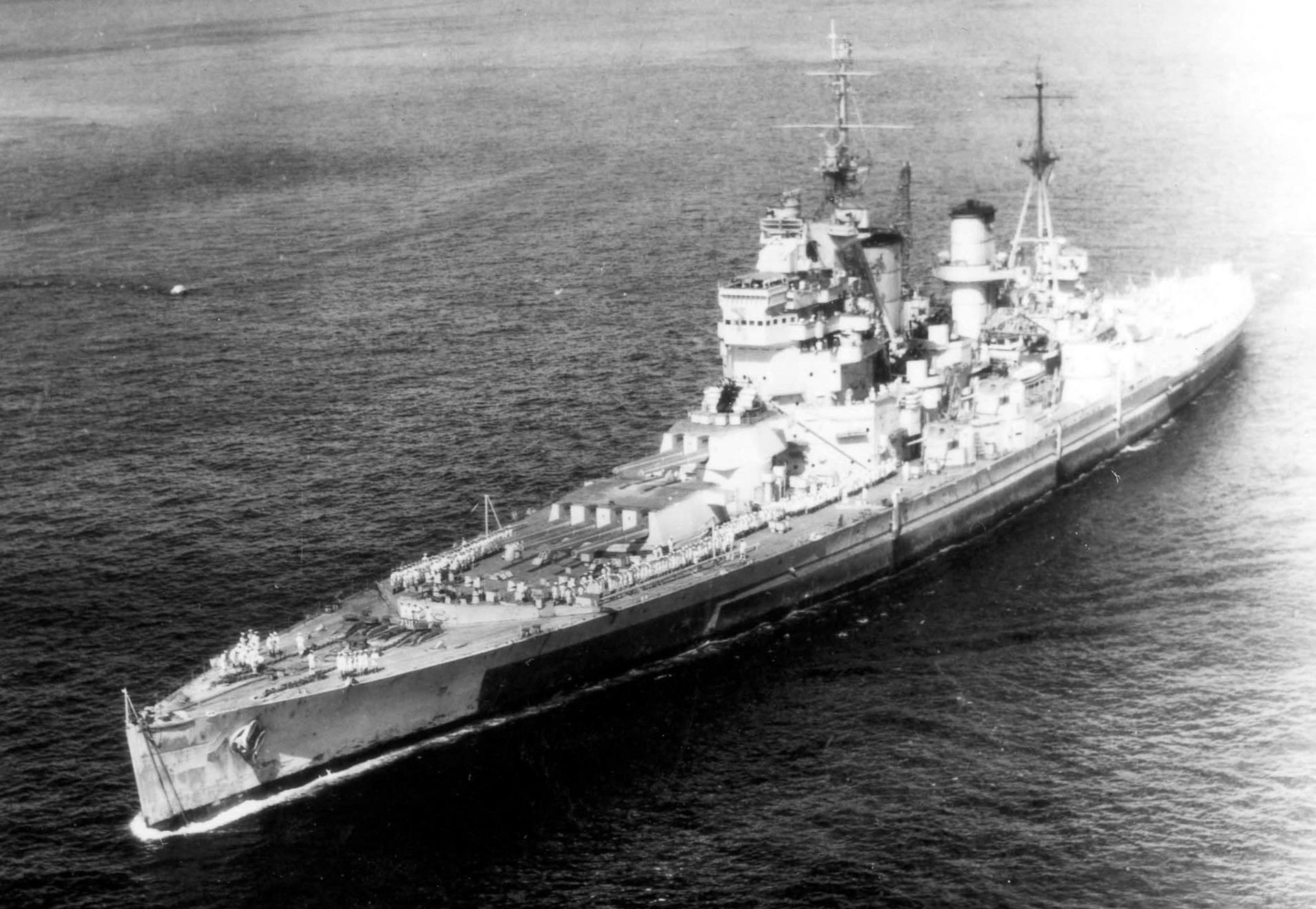
喬治五世級戰艦是典型條約戰艦

1918年，一战以同盟国的失败告终。此時，各国的大型戰艦即已不合時宜，而且其建造和维护费用极為高昂。
1922年，五大海军强国舉行华盛顿会议。美国、英国、日本、法国和意大利签订《限制海军军备条约》（即华盛顿海军条约），限制主力舰（战舰與战鬥巡洋舰）的吨位（35,000吨以下）、主炮口径（16英寸以下），和主力舰的吨位比例（10:10:6:3.5:3.5）。1930年再以《限制和削减海军军备条约》（即伦敦海军条约）补充规定。华盛顿海军条约到1936年期滿，這幾近15年間，各国皆停止新建大型战舰，轉而改造已有的战舰。因此被称为“海军假日”时代（Navy Holiday）。

## 袖珍战列舰
凡尔赛条约於1920年生效，規定德国新造战舰标准排水量必须低于10,000吨，主砲口径低於280毫米。所以德國開始製造小吨位、装备280毫米主炮和能夠防御巡洋舰主炮装甲的战列舰，称之为装甲舰（Panzerschiffe），總共生產三艘。英语国家称为袖珍战舰（Pocket Battleship）。
为了满足条约的限制，袖珍战列舰使用了大量先进技术以减重，包括大量使用电气焊接技术取代之前使用的鉚釘接合、使用高輸出功率柴油機取代蒸汽轮机，省下了用于布置锅炉的大量空间，因此袖珍战列舰的续航力比当时的正统战列舰要强，更加适合海上破交作战。但是其280毫米的主炮口径远远小于标准战列舰的主炮口径，且柴油机输出功率仍不如蒸汽轮机，"德意志"级最高航速只有26节。
希特勒於1934年掌權後，德國在1935年撕毀了凡爾賽條約，之後的造艦計畫不受條約限制，该级舰也改称巡洋舰；從此不再有國家建造的袖珍战列舰。

## 超级戰艦

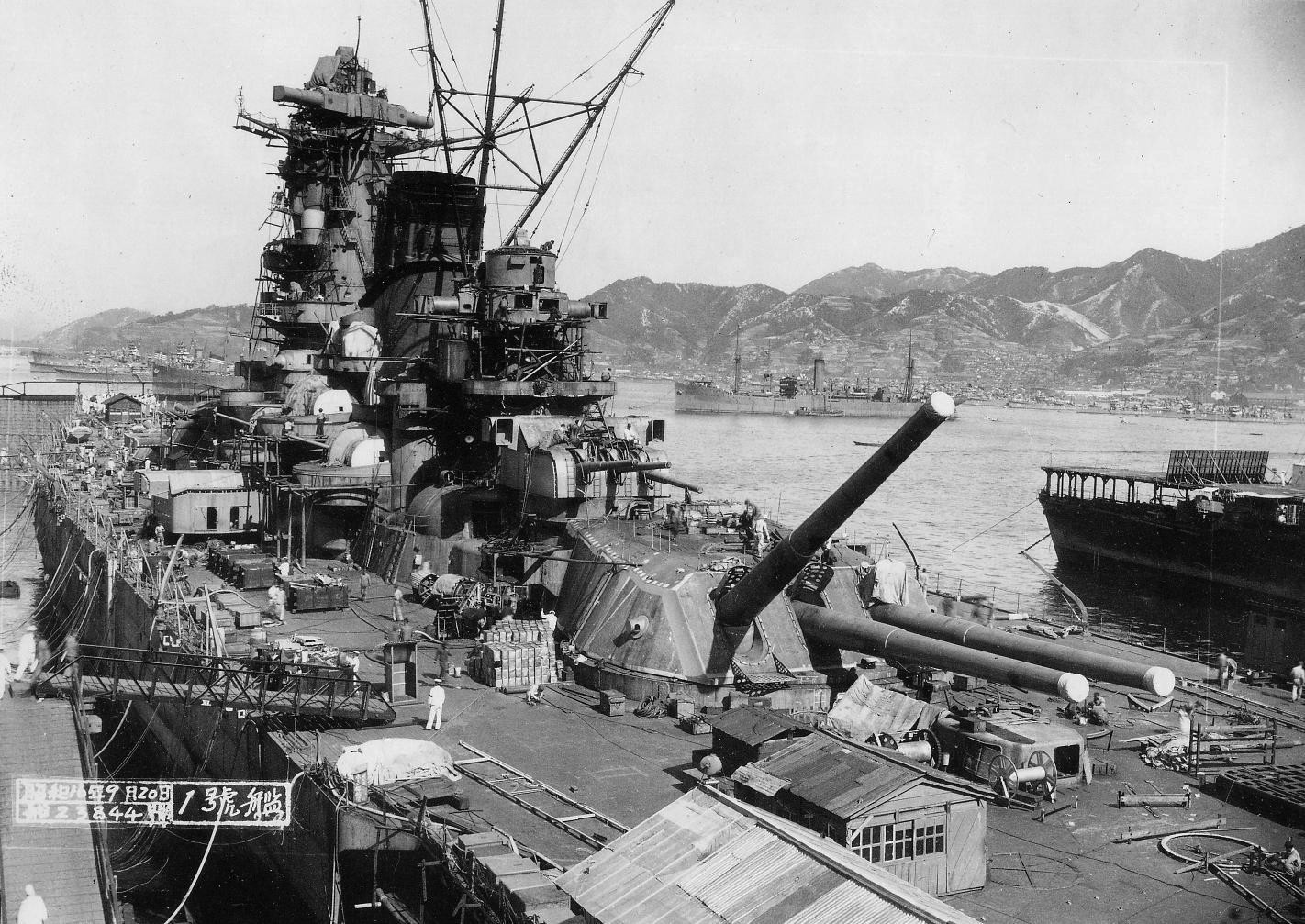
於吳港海軍工廠进行最後组装的日本「大和」号战列舰（1941年9月20日）

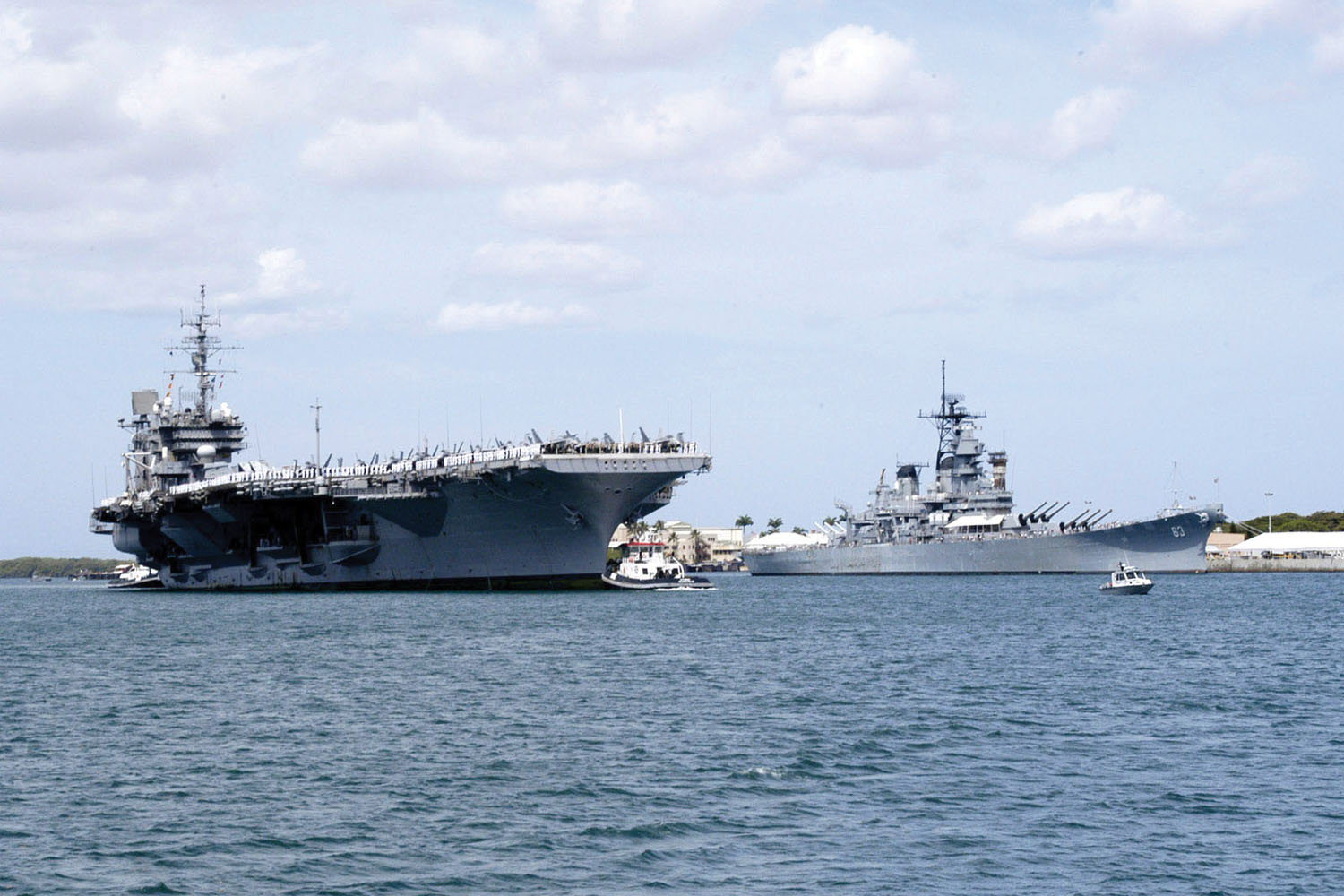
美國海軍航空母艦星座號與戰艦密苏里号並排一起，象徵兩個不同世代的海上霸主。

排水量在25,000吨以上者，另称为“超级无畏舰”（Super-Dreadnought）。代表如英国皇家海军的猎户座级超无畏舰、英王乔治五世级战列舰、鐵公爵級战列舰、伊丽莎白女王级战舰、復仇級戰艦、納爾遜級戰艦，德国海军装备了巴伐利亚级战舰，亦有更强大的L 20e α的计划、美国则研制了内华达级战舰、賓夕法尼亞級戰艦、新墨西哥級戰艦、田納西級戰艦、科羅拉多級戰艦，亦有更强大的南達科他級的计划，日本也自制了扶桑级战舰、伊勢級戰艦、長門級戰艦。
1936年12月31日，华盛顿海军条约期满作废，各强国重新开始建造战列舰。英国建成5艘英王乔治五世级战列舰和1艘前卫號战舰，亦有狮级战舰的计划。美国建成2艘北卡罗萊纳级战舰、4艘南达科他级战舰，4艘愛荷華级战舰，另有未完成的蒙大拿级战舰。日本建成2艘大和级战舰。德国建成2艘俾斯麦级战舰。法国建造了2艘敦克爾克級，2艘黎塞留级，并有更强大的阿尔萨斯级的计划。意大利则建造了3艘维托里奥·维内托级战列舰。这时期的战列舰大多装备口径介于380-460毫米的主炮，航速可达27节以上以满足跟随航母作战和抢占有利战位的需求。

## 戰艦的沒落
二戰中航空母艦和潛艇成為了海戰的主要艦種，戰艦逐漸淪為次要角色。大西洋戰場上，英國海軍大規模圍剿德國的2艘俾斯麥級戰艦（俾斯麥號和）。諾曼第戰役中，英國和美國的舊戰艦用於炮轟岸上目標。其餘時間，戰艦主要用於護航任務。太平洋戰場上，美國8艘舊式的慢速戰艦在珍珠港事件受損。6艘修理後用於轟擊岸上目標，新建的高速戰艦則用於航空母艦戰鬥群的防空警戒。1944年，美國6艘戰艦參與蘇里高海峽的雷伊泰灣海戰，擊沉日本山城號戰艦。此為史上最後的戰艦炮戰。1945年上半年的硫磺島戰役和沖繩戰役中，美國戰艦執行炮轟岸上目標。1945年5月德國投降。美國和英國的新式戰艦繼續炮轟日本的釜石、日立等近海工業城市。
1945年9月2日，盟軍在密蘇里號戰艦接受日本正式投降，訂定投降文件。戰艦的光榮生涯在此達到頂峰，以及終點。二戰後，各國戰艦紛紛作為廢鋼鐵被出售拆毀，或作為靶艦和武器試驗平臺被摧毁。美國愛荷華級戰艦投入朝鮮戰爭和越南戰爭后退役封存。1980年代，愛荷華級戰艦重啟加裝導彈和直升飛機，並投入使用於第一次波斯灣戰爭裏，在轟炸伊拉克陸上目標發揮了作用，使用10多年後重新退役，同時將“戰艦”的級別從現役艦船分類中取消。
目前世界上僅存有幾艘處於封存或保留展示狀態的戰艦，包括美國的4艘愛荷華級、2艘南達科他級（麻薩諸塞號和阿拉巴馬號）、1艘北卡羅萊納級和1艘纽约级，以及停泊在東京灣橫須賀港內作為浮動博物館的日本前無畏艦三笠號。

## 脚注

### 引文
1. ↑  "battleship" The Oxford English Dictionary. 2nd ed. 1989. OED Online. Oxford University Press. 4 April 2000
2. ↑  江泓 & 英国战列舰全史 1906-1914，第2頁
3. ↑  克里斯托尔·约根森（等）著，周桂根（等）译，图解世界战争战法：近代早期（1500年-1763年），ISBN 7227037681
4. ↑  Mahan, A.T., The Influence of Sea Power Upon History 1660-1783, p. 116
5. ↑  "Hastened to completion Le Napoleon was launched on 16 May 1850, to become the world's first true steam battleship", Steam, Steel and Shellfire, Conway's History of the Ship (p39)
6. ↑  安德鲁·兰伯特，风帆时代的海上战争，上海人民出版社2005，ISBN 7-208-05958-6
7. ↑  Sondhaus, Lawrence. Naval Warfare 1815–1914 ISBN 0-415-21478-5, pp. 73–4.
8. ↑  "The canon-obusier [shell gun] originally constructed by Colonel Paixhans for the French Naval Service... was subsequently designated the canon-obusier of 80, No 1 of 1841... the diameter of the bore is 22 centimetres (8.65 inches)."  See: Douglas, Sir Howard, A Treatise on Naval Gunnery 1855, 4th Edition 1855, republished Conway Maritime Press, 1982, ISBN 0-85177-275-7 page 201.

The British undertook trials with shell guns trials at HMS Excellent starting in 1832.  A Treatise on Naval Gunnery 1855 page 198.

For the US introduction of 8-inch shell guns into the armament of line-of-battle ships in 1841, see: Tucker, Spencer, Arming the Fleet, US Navy Ordnance in the Muzzle-Loading Era, pub US Naval Institute, 1989,ISBN 0-87021-007-6 page 149.
9. ↑  Lambert, Andrew D, The Crimean War, British Grand Strategy Against Russia, 1853-56, pub Manchester University Press, 1990, ISBN 0-7190-3564-3, pages 60-61.
10. ↑  Lambert, Andrew: Battleships in Transition, pp. 92–96
11. ↑  Clowes, William Laird, Four Modern Naval Campaigns, pub Unit Library, 1902, republished Cornmarket Press, 1970, ISBN 0-7191-2020-9 page 68.
12. ↑  Clowes, William Laird, Four Modern Naval Campaignspages 54-55 and 63.
13. ↑  Wilson, H. W.: Ironclads in Action - Vol 1, London, 1898, p. 240